# Пак Сон Чхоль
Пак Сон Чхоль (кор. 박성철; 2 сентября 1913, Кёнсан, Кёнсан-Пукто, Японская Корея — 28 октября 2008, Пхеньян, КНДР) — северокорейский государственный деятель, председатель Административного совета КНДР (1976—1977).

## Биография
Представитель так называемого «первого поколения корейских революционеров». С 1936 года принимал участие в партизанском движении против японского колониального правительства вместе с Ким Ир Сеном.
В годы Корейской войны (1950—1953) был командиром 15-го дивизиона Корейской народной армии в звании генерал-лейтенанта, руководил Разведывательным управлением Высшего командования Корейской народной армии.
В послевоенный период работал на дипломатическом поприще:
- 1954—1956 гг. — посол КНДР в Болгарии,
- 1956 г. — заведующий международным отделом ЦК ТПК,
- 1956—1959 гг. — заместитель министра иностранных дел.
- 1959—1970 гг. — министр иностранных дел КНДР.

Являлся одним из первых членов Комитета по мирному воссоединению Родины (с мая 1961 г.). В 1972—1976 гг. — заместитель председателя Административного Совета КНДР. В этом качестве в декабре 1972 г. посетил южнокорейскую столицу Сеул, где он встретился с президентом Пак Чон Хи.
В 1976—1977 гг. — председатель Административного Совета КНДР.
В 1977—1998 гг. — вице-президент КНДР, с 1998 года — почётный заместитель председателя Президиума Верховного Народного Собрания.
Член ЦК ТПК (с 1961 года), избирался членом Политбюро ЦК ТПК (с 1964 года), неоднократно избирался депутатом Верховного народного собрания (ВНС) КНДР.

## Награды и звания
Удостоен звания Героя республики и высших наград — ордена Ким Ир Сена и ордена Знамени первой степени.

## Факты
- Пак Сон Чхоль был одним из долгожителей среди бывших глав государств и правительств мира в конце своей жизни.
- Пак Сон Чхолю принадлежит рекорд по долгожительству среди всех бывших руководителей КНДР.